# Roger Kitter
Roger Daniel Kitter (ur. 20 października 1949 w Southsea, zm. 2 stycznia 2015 w Londynie) – brytyjski aktor, który swoją karierę rozpoczął w 1987 roku. Występował w roli kapitana Bertorelliego w brytyjskim serialu ’Allo ’Allo!, w którym jednak zagrał tylko w jednej (siódmej) serii. Kitter wcielił się w rolę Bertorelliego wówczas, gdy z niewyjaśnionych przyczyn z roli w serialu zrezygnował Gavin Richards.